# Eleonora Giuliana di Brandeburgo-Ansbach
Eleonora Giuliana di Brandeburgo-Ansbach (Ansbach, 23 ottobre 1663 – Ansbach, 4 marzo 1724) è stata una principessa del Brandeburgo-Ansbach e duchessa di Württemberg-Winnental.

## Biografia
Eleonora Giuliana era una figlia del margravio Alberto II di Brandeburgo-Ansbach (1620–1667) e della sua seconda moglie Sofia Margherita (1634–1664), figlia del conte Gioacchino Ernesto di Oettingen-Oettingen.
Il 31 ottobre 1682, ad Ansbach, sposò il duca Federico Carlo di Württemberg-Winnental (1652–1698). In occasione del matrimonio, lo sposo fece coniare una medaglia commemorativa. Dal canto suo, il fratello di Eleonora Giuliana, Giovanni Federico, conobbe in quest'occasione il compositore Johann Sigismund Kusser, che in seguito lavorò presso la corte di Ansbach.
Dopo essere rimasta vedova, Eleonora Giuliana fece ritorno nel 1710 nella sua patria d'origine, in cui venne aiutata dalla sua figlia più giovane, che aveva sposato il nuovo duca di Brandeburgo-Ansbach, suo cugino, l'anno prima. Eleonora Giuliana fu intima amica del teologo August Hermann Francke e compose canti religiosi. Suo consigliere e capo di corte fu Philipp Friedrich von Geismar (1646–1701).
È sepolta nella Stiftskirche di Stoccarda.

## Discendenza
- Carlo Alessandro (Stoccarda, 3 febbraio 1684-Ludwigsburg, 12 marzo 1737);
- Dorotea Carlotta (Stoccarda, 1º settembre 1685 - Stoccarda, 18 marzo 1687);
- Federico Carlo (Stoccarda, 28 ottobre 1686 - Stoccarda, 10 marzo 1693);
- Enrico Federico (Stoccarda, 16 ottobre 1687 - Winnental, 27 settembre 1734);
- Massimiliano Emanuele (Stoccarda, 27 febbraio 1689 - Dubno, 25 settembre 1709);
- Federico Luigi (Stoccarda, 5 novembre 1690 - Guastalla, 19 settembre 1734);
- Cristiana Carlotta (Kirchheim, 20 agosto 1694 - Ansbach, 25 dicembre 1729), sposò Guglielmo Federico di Brandeburgo-Ansbach.

## Ascendenza
|                                                    |                                                   |                                                    | Genitori                                          |  |  | Nonni |  |  | Bisnonni                                          |  |  | Trisnonni                                        |  |
|                                                    |                                                   |                                                    |                                                   |  |  |       |  |  | 8. Johann Georg, principe elettore di Brandeburgo |  |  | 16. Joachim II, principe elettore di Brandeburgo |  |
|                                                    |                                                   |                                                    |                                                   |  |  |       |  |  | 8. Johann Georg, principe elettore di Brandeburgo |  |  | 16. Joachim II, principe elettore di Brandeburgo |  |
|                                                    |                                                   | 17. Magdalene von Sachsen                          |                                                   |  |  |       |  |  | 8. Johann Georg, principe elettore di Brandeburgo |  |  |                                                  |  |
| 4. Joachim Ernst, margravio di Brandeburgo-Ansbach |                                                   |                                                    |                                                   |  |  |       |  |  | 8. Johann Georg, principe elettore di Brandeburgo |  |  |                                                  |  |
|                                                    |                                                   | 9. Elisabeth von Anhalt                            | 18. Joachim Ernst, principe di Anhalt             |  |  |       |  |  |                                                   |  |  |                                                  |  |
|                                                    |                                                   | 9. Elisabeth von Anhalt                            | 18. Joachim Ernst, principe di Anhalt             |  |  |       |  |  |                                                   |  |  |                                                  |  |
|                                                    |                                                   | 9. Elisabeth von Anhalt                            | 19. Agnes von Barby                               |  |  |       |  |  |                                                   |  |  |                                                  |  |
| 2. Albrecht II, margravio di Brandeburgo-Ansbach   |                                                   | 9. Elisabeth von Anhalt                            |                                                   |  |  |       |  |  |                                                   |  |  |                                                  |  |
|                                                    |                                                   | 10. Johann Georg I, conte di Solms-Laubach         | 20. Friedrich Magnus I, conte di Solms-Laubach    |  |  |       |  |  |                                                   |  |  |                                                  |  |
|                                                    |                                                   | 10. Johann Georg I, conte di Solms-Laubach         | 20. Friedrich Magnus I, conte di Solms-Laubach    |  |  |       |  |  |                                                   |  |  |                                                  |  |
|                                                    |                                                   | 10. Johann Georg I, conte di Solms-Laubach         | 21. Agnes zu Wied                                 |  |  |       |  |  |                                                   |  |  |                                                  |  |
| 5. Sophie von Solms-Laubach                        |                                                   | 10. Johann Georg I, conte di Solms-Laubach         |                                                   |  |  |       |  |  |                                                   |  |  |                                                  |  |
|                                                    |                                                   | 11. Margarethe von Schönburg-Glauchau              | 22. Georg I, signore di Schönburg-Glauchau        |  |  |       |  |  |                                                   |  |  |                                                  |  |
|                                                    |                                                   | 11. Margarethe von Schönburg-Glauchau              | 22. Georg I, signore di Schönburg-Glauchau        |  |  |       |  |  |                                                   |  |  |                                                  |  |
|                                                    |                                                   | 11. Margarethe von Schönburg-Glauchau              | 23. Dorothea Reuss zu Greiz                       |  |  |       |  |  |                                                   |  |  |                                                  |  |
| 1. Eleonore Juliane von Brandenburg-Ansbach        |                                                   | 11. Margarethe von Schönburg-Glauchau              |                                                   |  |  |       |  |  |                                                   |  |  |                                                  |  |
|                                                    | 12. Ludwig Eberhard, conte di Oettingen-Oettingen | 24. Gottfried, conte di Oettingen-Oettingen        |                                                   |  |  |       |  |  |                                                   |  |  |                                                  |  |
|                                                    | 12. Ludwig Eberhard, conte di Oettingen-Oettingen | 24. Gottfried, conte di Oettingen-Oettingen        |                                                   |  |  |       |  |  |                                                   |  |  |                                                  |  |
|                                                    | 12. Ludwig Eberhard, conte di Oettingen-Oettingen | 25. Johanna zu Hohenlohe-Waldenburg                |                                                   |  |  |       |  |  |                                                   |  |  |                                                  |  |
| 6. Joachim Ernst, conte di Oettingen-Oettingen     | 12. Ludwig Eberhard, conte di Oettingen-Oettingen |                                                    |                                                   |  |  |       |  |  |                                                   |  |  |                                                  |  |
|                                                    |                                                   | 13. Margarethe zu Erbach                           | 26. Georg III, conte di Erbach                    |  |  |       |  |  |                                                   |  |  |                                                  |  |
|                                                    |                                                   | 13. Margarethe zu Erbach                           | 26. Georg III, conte di Erbach                    |  |  |       |  |  |                                                   |  |  |                                                  |  |
|                                                    |                                                   | 13. Margarethe zu Erbach                           | 27. Anna zu Solms-Laubach                         |  |  |       |  |  |                                                   |  |  |                                                  |  |
| 3. Sophie Margarete zu Oettingen-Oettingen         |                                                   | 13. Margarethe zu Erbach                           |                                                   |  |  |       |  |  |                                                   |  |  |                                                  |  |
|                                                    |                                                   | 14. Heinrich Wilhelm I, conte di Solms-Sonnenwalde | 28. Johann Georg I, conte di Solms-Laubach (= 10) |  |  |       |  |  |                                                   |  |  |                                                  |  |
|                                                    |                                                   | 14. Heinrich Wilhelm I, conte di Solms-Sonnenwalde | 28. Johann Georg I, conte di Solms-Laubach (= 10) |  |  |       |  |  |                                                   |  |  |                                                  |  |
|                                                    |                                                   | 14. Heinrich Wilhelm I, conte di Solms-Sonnenwalde | 29. Margarethe von Schönburg-Glauchau (= 11)      |  |  |       |  |  |                                                   |  |  |                                                  |  |
| 7. Anna Sibylle zu Solms-Sonnenwalde               |                                                   | 14. Heinrich Wilhelm I, conte di Solms-Sonnenwalde |                                                   |  |  |       |  |  |                                                   |  |  |                                                  |  |
|                                                    |                                                   | 15. Sophie Dorothea von Mansfeld-Arnstein          | 30. Wilhelm V, conte di Mansfeld-Arnstein         |  |  |       |  |  |                                                   |  |  |                                                  |  |
|                                                    |                                                   | 15. Sophie Dorothea von Mansfeld-Arnstein          | 30. Wilhelm V, conte di Mansfeld-Arnstein         |  |  |       |  |  |                                                   |  |  |                                                  |  |
|                                                    |                                                   | 15. Sophie Dorothea von Mansfeld-Arnstein          | 31. Mathilde von Nassau-Dillenburg                |  |  |       |  |  |                                                   |  |  |                                                  |  |
|                                                    |                                                   | 15. Sophie Dorothea von Mansfeld-Arnstein          |                                                   |  |  |       |  |  |                                                   |  |  |                                                  |  |